# Remo Facchinetti
Remo Facchinetti (Costa Volpino, 29 settembre 1952) è un ultramaratoneta italiano.

## Biografia
Nel 1999 si è piazzato in ventesima posizione nei campionati europei di 24 h, mentre nel 2001 si è piazzato in ventinovesima posizione sempre nella medesima manifestazione. Ha inoltre gareggiato per due decenni su varie distanze dell'ultramaratona, dai 50 km alle 24 h in pista, ottenendo vari piazzamenti sul podio in manifestazioni di livello nazionale, tra i quali anche un secondo posto alla Nove Colli Running nel 1999.

## Altre competizioni internazionali
1991
- 97º alla 100 km del Passatore ( Firenze-Faenza), 100 km - 9h22'00"

1994
- 71º alla 100 km del Passatore ( Firenze-Faenza), 100 km - 9h49'21"

1997
- 125º alla 100 km del Passatore ( Firenze-Faenza), 100 km - 9h55'07"
- 62º alla 50 km di Romagna ( Castel Bolognese), 50 km - 3h44'47"

1998
- Argento alla Nove Colli Running, 203 km - 23h24'00"
- 105º alla 50 km di Romagna ( Castel Bolognese), 50 km - 4h03'57"

2002
- 10º alla Nove Colli Running, 203 km - 28h39'00"